# The Damnation Game
A The Damnation Game az amerikai Symphony X progresszív metal együttes második albuma, mely 1995-ben jelent meg a Zero Corporation kiadó gondozásában. A lemez mindössze hat hónappal később jelent meg mint a debütáló album. Ezen a lemezen Rod Tyler helyett már egy új énekes mutatkozott be Russell Allen személyében, kinek hangja új színt hozott a zenekar hangzásvilágába. Ennek révén a kritikák és a lemezeladások is javultak az előző albuméhoz képest.
Az album producerei Steve Evetts, Eric Rachel és a gitáros Michael Romeo voltak, a felvételek pedig a New Jersey államban található Trax Studios-ban készültek.
A 2007-es Paradise Lost albumig csak ezen a lemezükön nem szerepelt egy olyan epikus szám, mely túllépte a 10 perces hosszúságot. Erre az albumra írta meg a zenekar az első balladáját a Whispers képében, melyet később olyanok követtek a sorban, mint a Candlelight Fantasia az 1997-es The Divine Wings of Tragedyről, a Lady of The Snow az 1998-as Twilight in Olympusról, vagy a The Sacrifice a 2007-es Paradise Lostról.

## Számlista
1. "The Damnation Game" – 4:32
2. "Dressed to Kill" – 4:45
3. "The Edge of Forever" – 8:59
4. "Savage Curtain" – 3:31
5. "Whispers" – 4:49
6. "The Haunting" – 5:21
7. "Secrets" – 5:42
8. "A Winter's Dream - Prelude" (Part I) – 3:03
9. "A Winter's Dream - The Ascension" (Part II) – 5:39

## Közreműködők
Zenészek
- Michael Romeo – gitár
- Russell Allen – ének
- Michael Pinnella – billentyűs hangszerek
- Thomas Miller – basszusgitár
- Jason Rullo – dob

Produkció
- Mastering: Suha Gur